# Thibouville
Pour les articles homonymes, voir Thibouville (homonymie).
Thibouville est une commune française située dans le département de l'Eure, en région Normandie.

## Géographie

### Localisation
La commune de Thibouville se situe au centre-ouest du département de l'Eure en région Normandie. Appartenant à la région naturelle de la campagne du Neubourg, elle occupe un territoire compris entre la vallée de la Risle, à l'ouest, qui marque la limite avec le Lieuvin et une petite vallée sèche, au nord, dans laquelle serpente la voie verte Évreux - Le Bec-Hellouin. Son paysage est très ouvert car il est constitué de grandes étendues de cultures consacrées au blé, à l'orge ou encore aux betteraves.

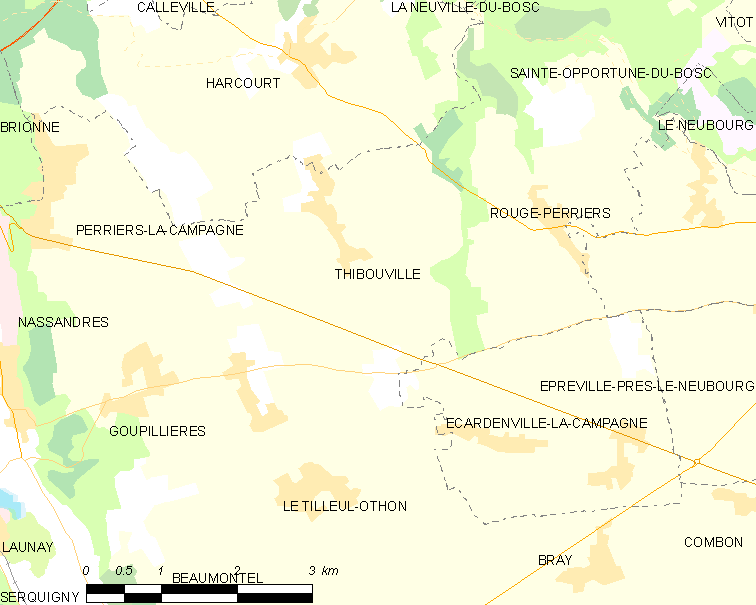
Carte de la commune.

| Harcourt                                                               | Harcourt         | Sainte-Opportune-du-Bosc                |
| Nassandres-sur-Risle (comm. dél. de Perriers-la-Campagne) Goupillières | Thibouville      | Rouge-Perriers Écardenville-la-Campagne |
| Le Tilleul-Othon                                                       | Le Tilleul-Othon | Bray (par un angle)                     |

### Hydrographie
La commune est située dans le bassin Seine-Normandie. Elle n'est drainée par aucun cours d'eau,. Néanmoins un plan d'eau est présent sur le territoire communal : la mare du Pressoir (0,03 ha),.

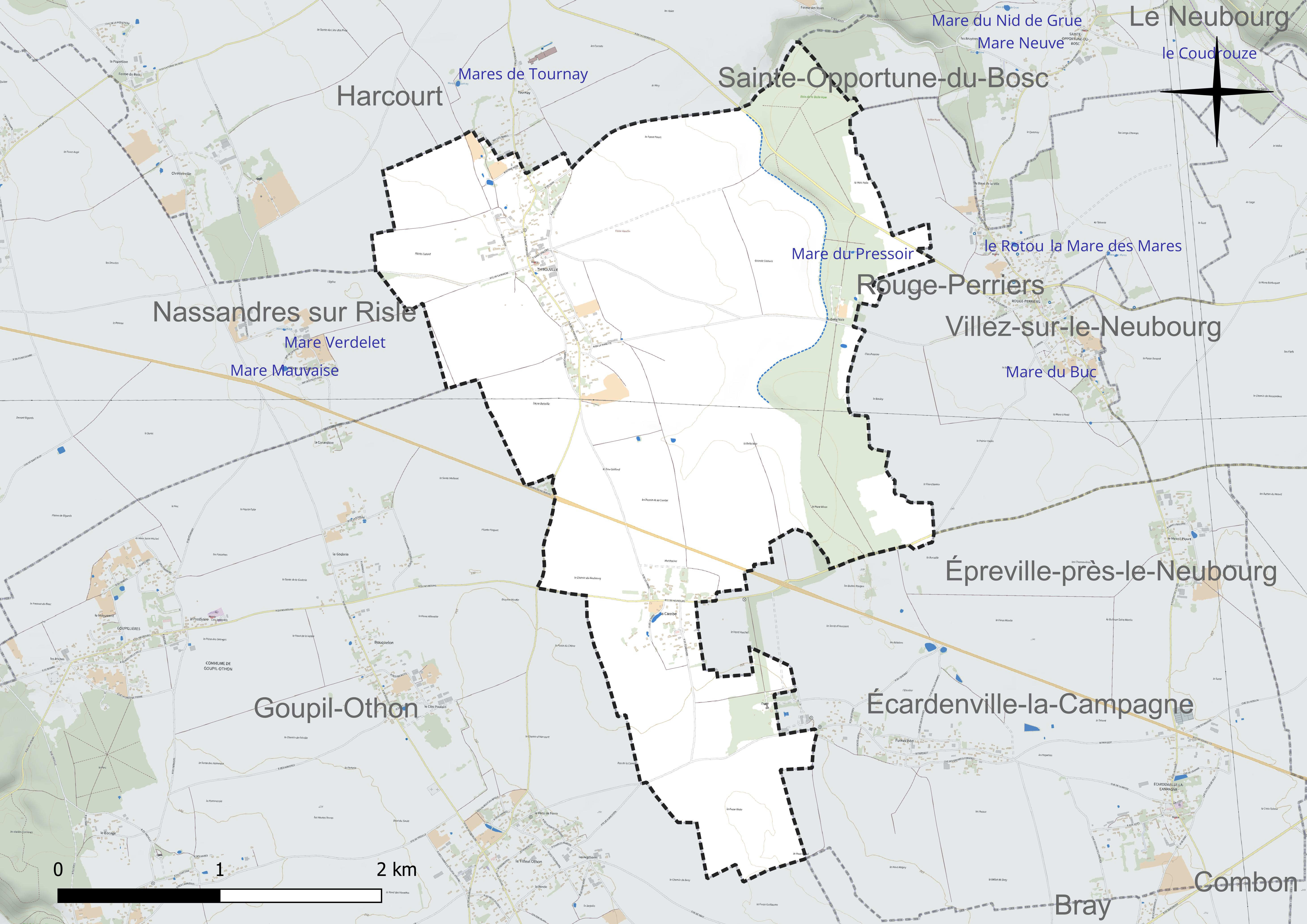
Réseau hydrographique de Thibouville.

### Climat
Pour des articles plus généraux, voir Climat de la Normandie et Climat de l'Eure.
En 2010, le climat de la commune est de type climat océanique dégradé des plaines du Centre et du Nord, selon une étude du CNRS s'appuyant sur une série de données couvrant la période 1971-2000. En 2020, Météo-France publie une typologie des climats de la France métropolitaine dans laquelle la commune est exposée à un climat océanique et est dans la région climatique  Côtes de la Manche orientale, caractérisée par un faible ensoleillement (1 550 h/an) ; forte humidité de l’air (plus de 20 h/jour avec humidité relative > 80 % en hiver), vents forts fréquents. Parallèlement le GIEC normand, un groupe régional d’experts sur le climat, différencie quant à lui, dans une étude de 2020, trois grands types de climats pour la région Normandie, nuancés à une échelle plus fine par les facteurs géographiques locaux. La commune est, selon ce zonage, exposée à un « climat contrasté des collines », correspondant au Pays d’Auge, Lieuvin et Roumois, moins directement soumis aux flux océaniques et connaissant toutefois des précipitations assez marquées en raison des reliefs collinaires qui favorisent leur formation.
Pour la période 1971-2000, la température annuelle moyenne est de 10,3 °C, avec  une amplitude thermique annuelle de 13,8 °C. Le cumul annuel moyen de précipitations est de 726 mm, avec 12,3 jours de précipitations en janvier et 8,5 jours en juillet. Pour la période 1991-2020, la température moyenne annuelle observée sur la station météorologique la plus proche, située sur la commune de Brionne à 7 km à vol d'oiseau, est de 11,5 °C et le cumul annuel moyen de précipitations est de 791,7 mm,. Pour l'avenir, les paramètres climatiques de la commune estimés pour 2050 selon différents scénarios d’émission de gaz à effet de serre sont consultables sur un site dédié publié par Météo-France en novembre 2022.

## Urbanisme

### Typologie
Au 1er janvier 2024, Thibouville est catégorisée commune rurale à habitat dispersé, selon la nouvelle grille communale de densité à 7 niveaux définie par l'Insee en 2022.
Elle est située hors unité urbaine. Par ailleurs la commune fait partie de l'aire d'attraction du Neubourg, dont elle est une commune de la couronne,. Cette aire, qui regroupe 13 communes, est catégorisée dans les aires de moins de 50 000 habitants,.

### Occupation des sols
L'occupation des sols de la commune, telle qu'elle ressort de la base de données européenne d’occupation biophysique des sols Corine Land Cover (CLC), est marquée par l'importance des territoires agricoles (83 % en 2018), une proportion sensiblement équivalente à celle de 1990 (83,5 %). La répartition détaillée en 2018 est la suivante : 
terres arables (77,6 %), forêts (12,9 %), zones urbanisées (4 %), zones agricoles hétérogènes (3,7 %), prairies (1,8 %). L'évolution de l’occupation des sols de la commune et de ses infrastructures peut être observée sur les différentes représentations cartographiques du territoire : la carte de Cassini (XVIIIe siècle), la carte d'état-major (1820-1866) et les cartes ou photos aériennes de l'IGN pour la période actuelle (1950 à aujourd'hui).

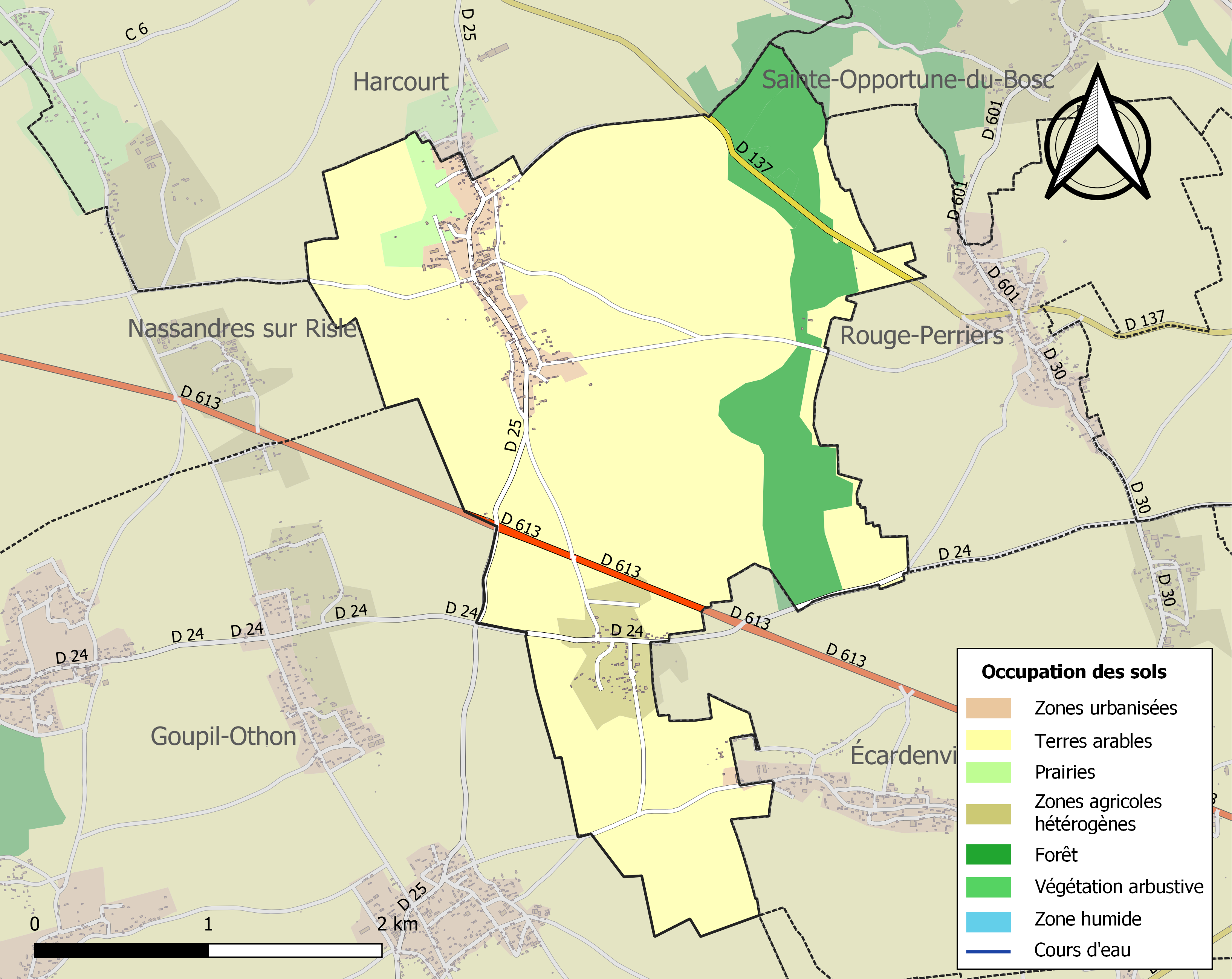
Carte des infrastructures et de l'occupation des sols de la commune en 2018 (CLC).

## Toponymie
Le nom de la localité est attesté sous les formes Tedboldivilla (cartulaire de Saint-Wandrille) en 1086, Theboltvilla (charte de Beaumont-le-Roger) en 1090, Tedboldivilla au XIe siècle (Orderic Vital), Teobovilla vers 1110 (charte de Henri Ier), Thebouville vers 1158 (charte de Henri II), Tieboldivilla et Tibouvilla au XIIe siècle (cartulaire de Saint-Gilles de Pont-Audemer), Tibovilla en 1203 (rotuli Normanniæ), Teibouvilla en 1210 (charte de Raoul de Montgommery), Teboltivilla en 1267 (L. P.), Thibouville la Campaigne en 1433 (reg. de la chambre des comptes).

## Histoire
La commune de Thibouville fut accrue en 1791 de l'ancienne paroisse puis commune de La Cambe,.

## Politique et administration
| Période                                  | Période    | Identité               | Étiquette | Qualité                      |
| ---------------------------------------- | ---------- | ---------------------- | --------- | ---------------------------- |
| 10/02/1895                               | 06/07/1911 | Albert Parissot        |           | Sénateur                     |
| 1911                                     |            | Eugène Alfred Duchemin |           | Agriculteur                  |
| 1952                                     | 1995       | Michel Vannier         |           | Agriculteur                  |
| 1995                                     | 2001       | René Lucas             |           | Chef d'exploitation agricole |
| mars 2001                                | 2020       | Jocelyne Épinette      | UMP-LR    | Institutrice retraitée       |
| 2020                                     | En cours   | Philippe Coutel        |           |                              |
| Les données manquantes sont à compléter. |            |                        |           |                              |

## Démographie
L'évolution du nombre d'habitants est connue à travers les recensements de la population effectués dans la commune depuis 1793. Pour les communes de moins de 10 000 habitants, une enquête de recensement portant sur toute la population est réalisée tous les cinq ans, les populations de référence des années intermédiaires étant quant à elles estimées par interpolation ou extrapolation. Pour la commune, le premier recensement exhaustif entrant dans le cadre du nouveau dispositif a été réalisé en 2005.

En 2022, la commune comptait 326 habitants, en évolution de +6,19 % par rapport à 2016 (Eure : −0,25 %, France hors Mayotte : +2,11 %).
| 1793 | 1800 | 1806 | 1821 | 1831 | 1836 | 1841 | 1846 | 1851 |
| ---- | ---- | ---- | ---- | ---- | ---- | ---- | ---- | ---- |
| 673  | 898  | 929  | 800  | 867  | 857  | 767  | 785  | 698  |

| 1856 | 1861 | 1866 | 1872 | 1876 | 1881 | 1886 | 1891 | 1896 |
| ---- | ---- | ---- | ---- | ---- | ---- | ---- | ---- | ---- |
| 659  | 637  | 612  | 649  | 635  | 600  | 594  | 548  | 567  |

| 1901 | 1906 | 1911 | 1921 | 1926 | 1931 | 1936 | 1946 | 1954 |
| ---- | ---- | ---- | ---- | ---- | ---- | ---- | ---- | ---- |
| 553  | 491  | 419  | 379  | 335  | 356  | 268  | 381  | 363  |

| 1962 | 1968 | 1975 | 1982 | 1990 | 1999 | 2005 | 2006 | 2010 |
| ---- | ---- | ---- | ---- | ---- | ---- | ---- | ---- | ---- |
| 395  | 354  | 290  | 246  | 232  | 244  | 254  | 258  | 284  |

| 2015 | 2020 | 2022 | - | - | - | - | - | - |
| ---- | ---- | ---- | - | - | - | - | - | - |
| 300  | 321  | 326  | - | - | - | - | - | - |

## Culture locale et patrimoine

### Lieux et monuments
Thibouville compte plusieurs édifices inscrits à l'inventaire général du patrimoine culturel :
- l'église Saint-Julien (XVIe et XVIIIe) au lieu-dit la Cambe[25]. La nef date du XVIe siècle et le chœur et la sacristie, du XVIIIe siècle ;
- l'église Saint-Paer (XIe, XVIe, XVIIIe et XIXe)[26] ;
- le château de Fumechon date des XVIe, XVIIe, XVIIIe et XIXe siècles au lieu-dit Fumechon[27] ;
- un manoir du XVIIe siècle[28] ;
- deux maisons : l'une du XVIIe siècle[29] et l'autre du XVIIIe siècle au lieu-dit la Cambe[30] ;
- une ferme du XVIIIe siècle[31].

Autres lieux :
- La maison d'enfants Saint-Vincent.

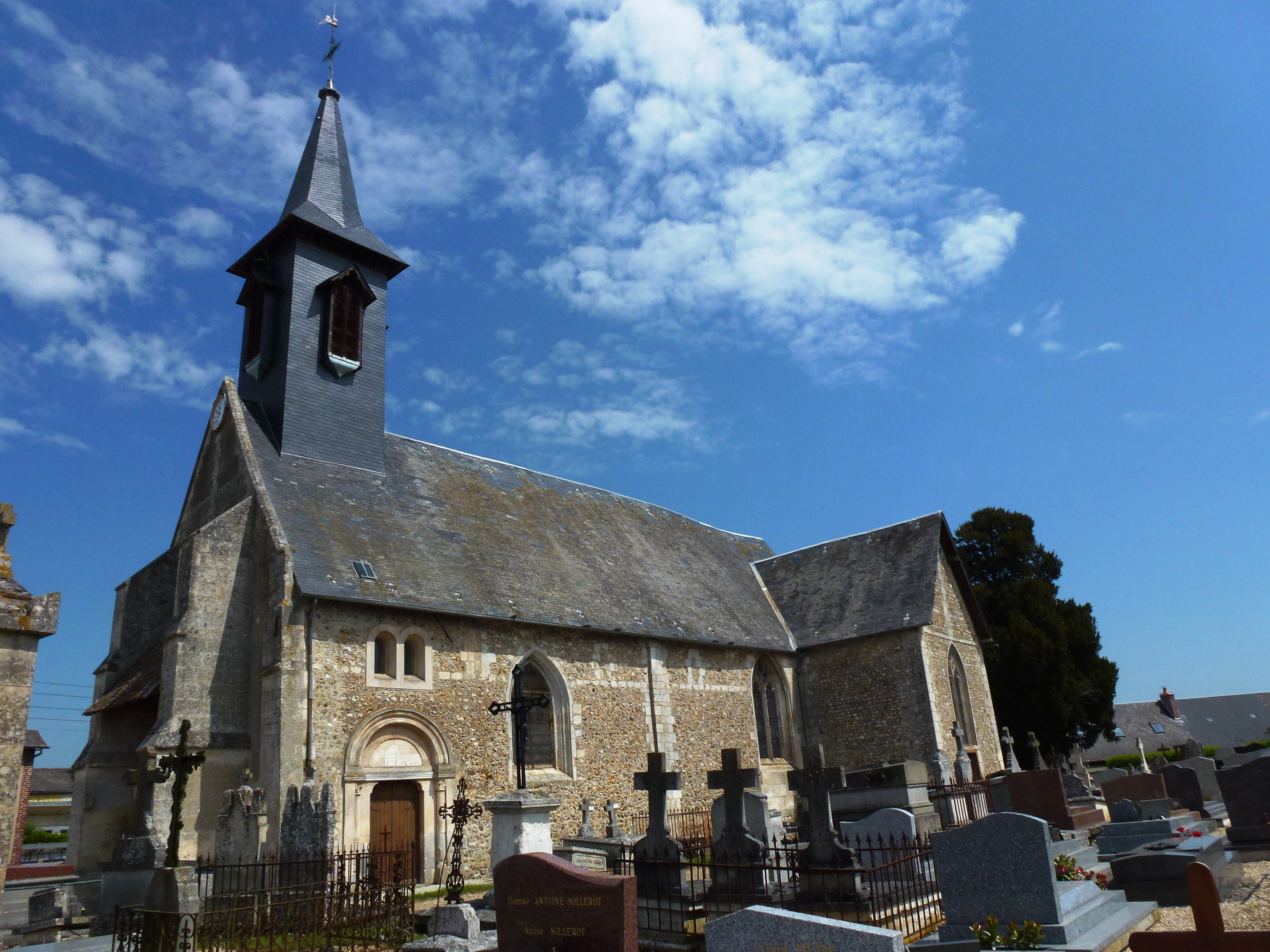
L'église Saint-Paer.
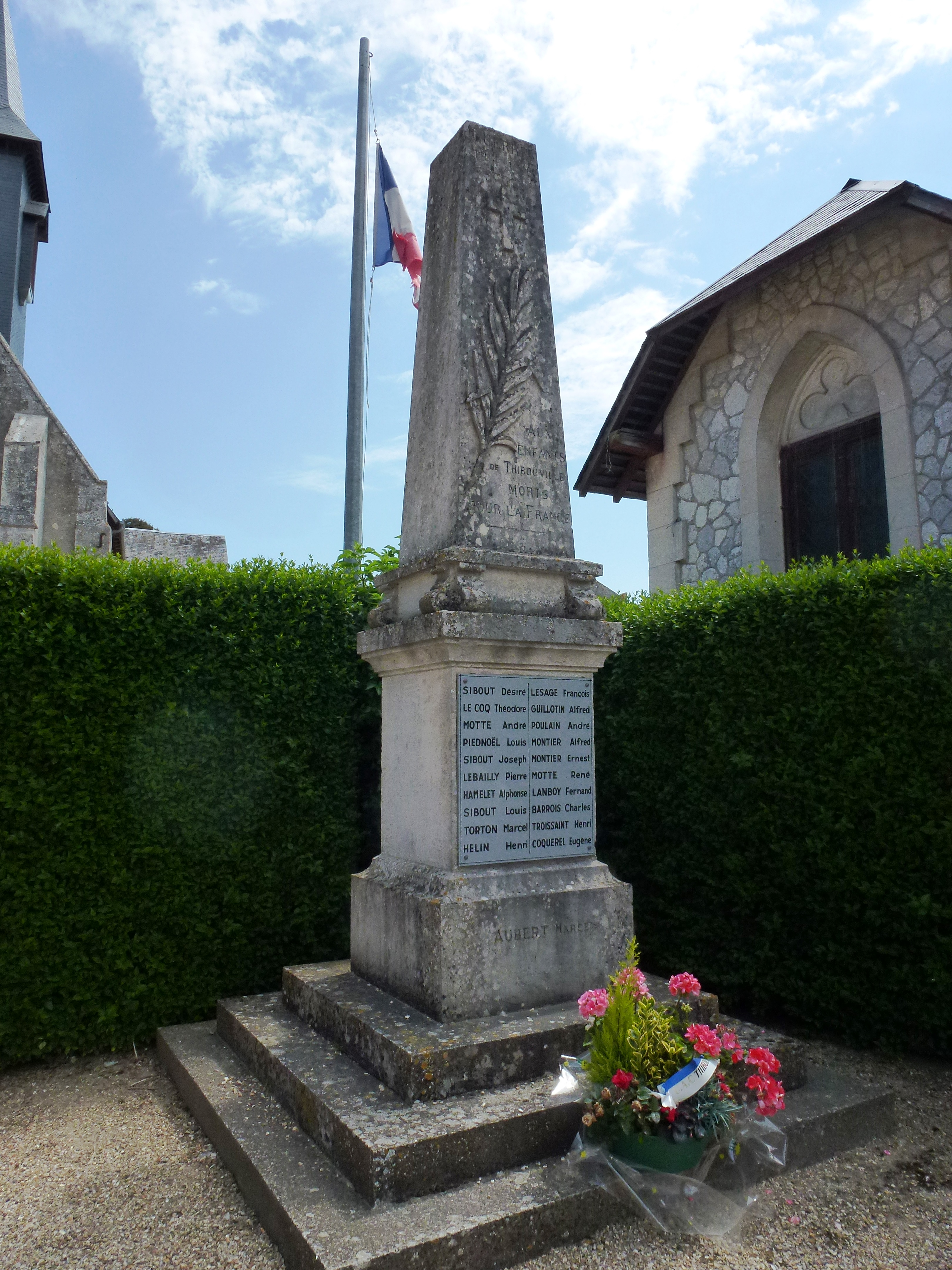
Le monument aux morts.
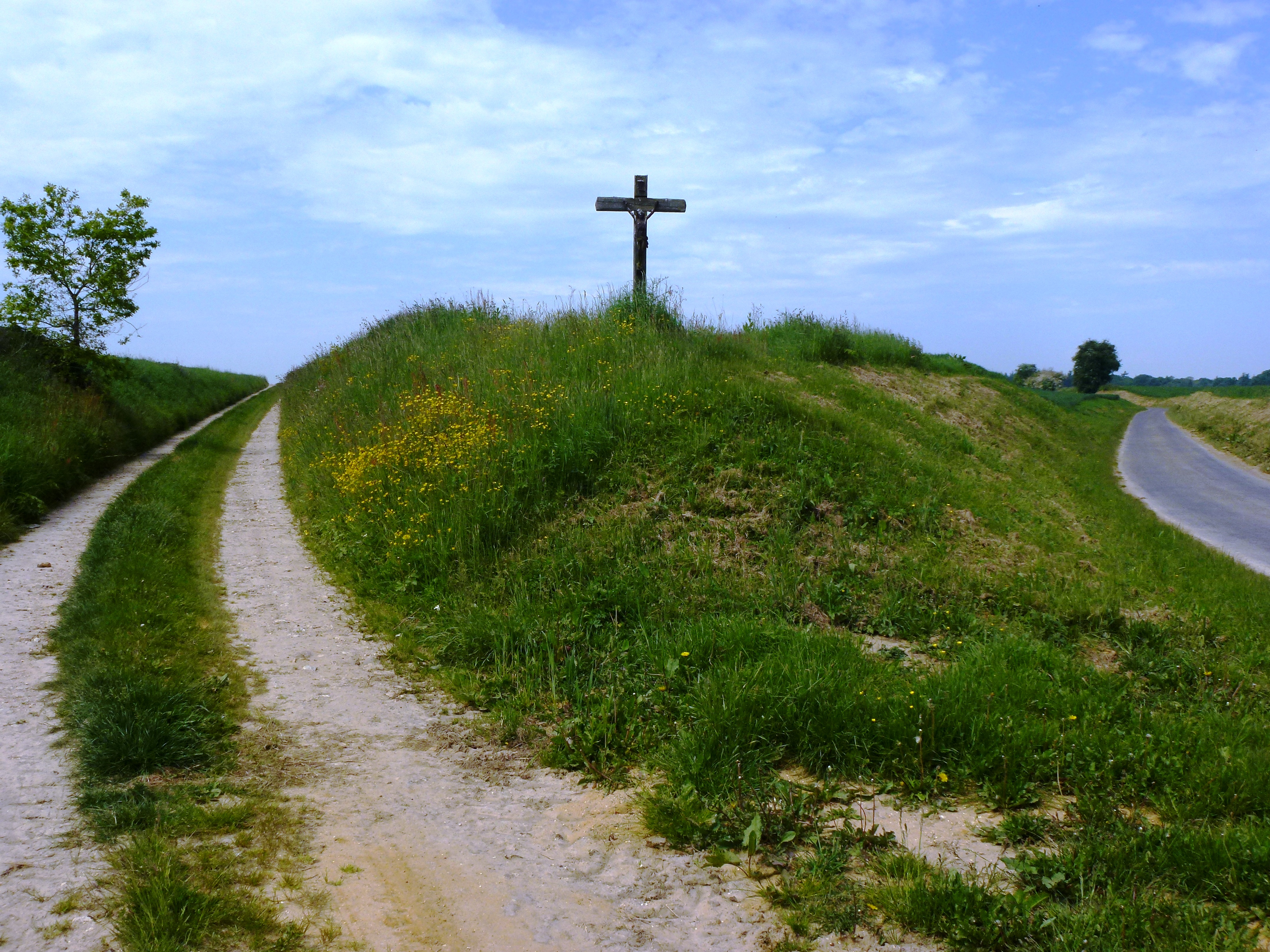
Une croix de chemin.
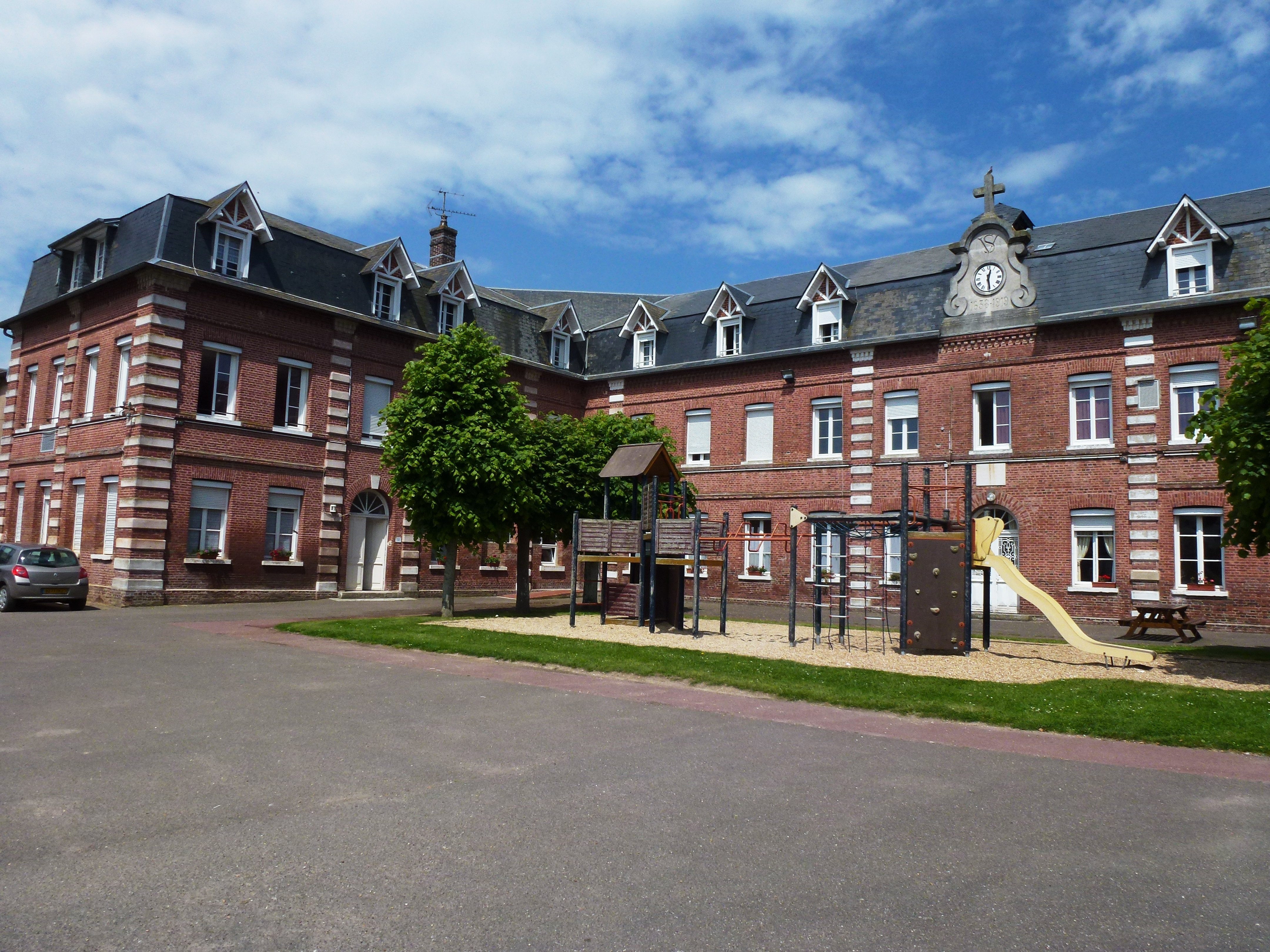
La maison d'enfants Saint-Vincent.
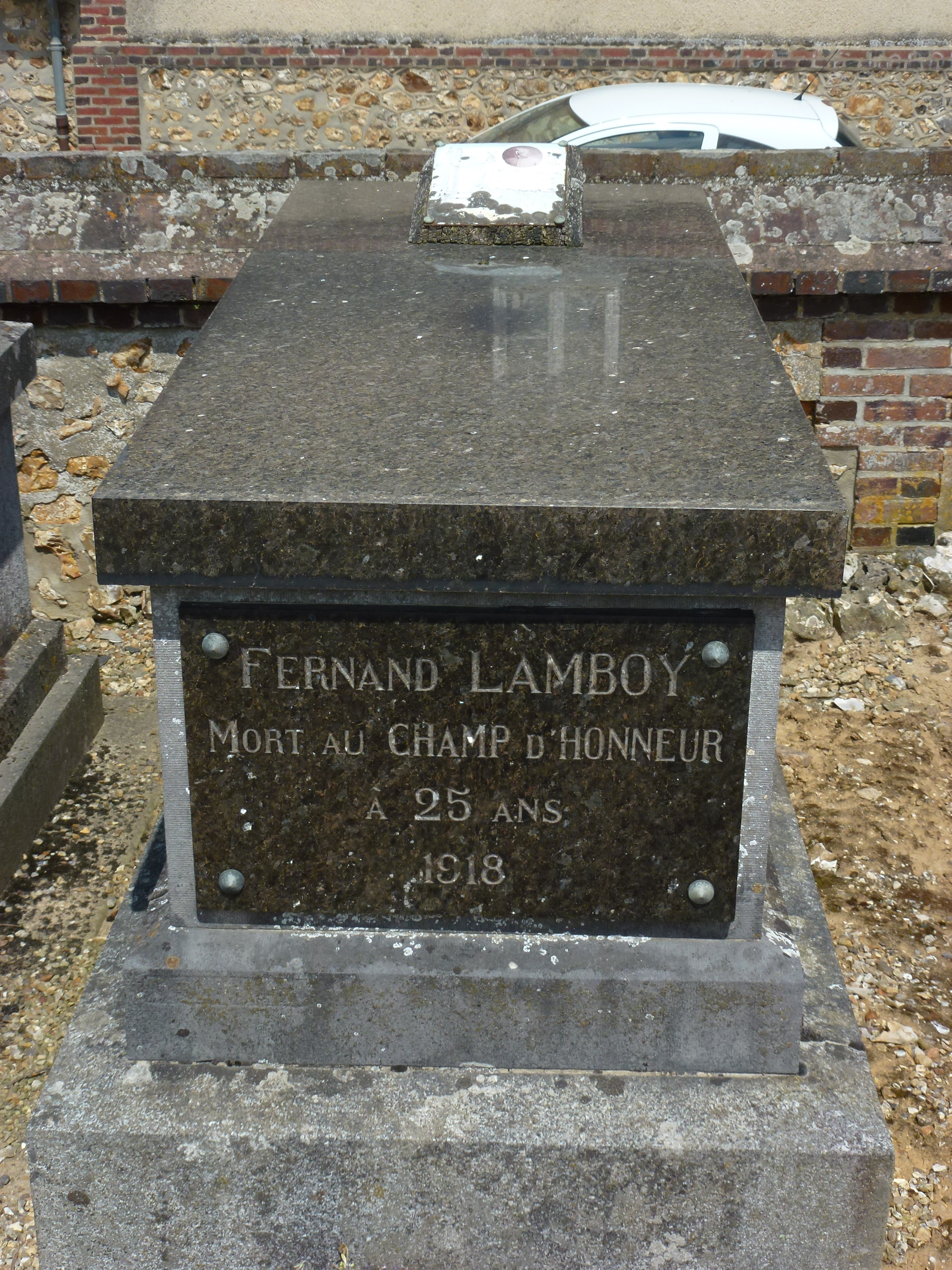
Une tombe de guerre.

### Patrimoine naturel

#### ZNIEFF de type 2
- La vallée de la Risle de Brionne à Pont-Audemer, la forêt de Montfort[32].

### Personnalités liées à la commune
- Albert Parissot, à la famille duquel le château appartint.
- Saint Vincent de Paul, fondateur de la maison d'enfants Saint-Vincent.
- Jacques Pierre Aimable Chrestien de Fumechon (12 mai 1757 - Thibouville (Eure) ✝ 14 décembre 1841 - Rouen), magistrat français de la Révolution française et du Premier Empire puis homme politique de la Restauration.
- Henri-Lambert d'Herbigny, marquis de Thibouville (1710-1784), écrivain et homme d'esprit français.